# Louis Armstrong
Louis Daniel „Satchmo” Armstrong (New Orleans, 4. kolovoza 1901. – New York, 6. srpnja 1971.), američki jazz glazbenik.
Tijekom dojmljive karijere, postao je najveći jazz glazbenik, neosporni čelnik popularne glazbe 20. stoljeća i jedna od najvećih figura u povijesti glazbe. Armstronga su voljeli ne samo zbog njegova trubačkog talenta, nevjerojatno čistog i prodornog sviranja na trubi i specifičnog hrapavog pjevanja, nego i zbog ljudske topline i velikodušnosti, te zbog simpatične osobnosti "velikog djeteta" koje se raduje životu i živi za glazbu. 

## Životopis

### Rani život
Armstrong je često govorio da je rođen 4. srpnja 1900. datum koji je zabilježen u brojnim biografijama. Iako je umro 1971. tek je sredinom 1980-ih utvrđen pravi datum rođenja 4. kolovoza 1901. Otkrio ga je Tad Jones
Armstrong je rođen u vrlo siromašnoj obitelj New Orleansu, Louisiana, kao unuk robova. Djetinjstvo je proveo u siromaštvu, u opasnoj četvrti Uptown New Orleansa, znanoj kao engl. “Back of the Town”, nakon što je njegov otac William Armstrong (1881–1922), napustio obitelj zbog druge žene, dok je Louis bio beba. Njegova majka Mary "Mayann" Albert (1886–1942), napustila je Louisa i njegovu mlađu sestru Beatrice Armstrong Collins (1903–1987), i ostavila ih na brigu baki Josephine Armstrong, i povremeno ujaku Isaacu. U dobi od pet godina vratio se živjeti kod majke i njenih rođaka, a oca je viđao povremeno na paradama.
Pohađao je školu za dječake Fisk, gdje je vrlo rano izložen glazbi. Zarađivao je nešto novaca raznoseći novine i prodavajući odbačenu hranu u restoranima, ali nedovoljno da bi se majka prestala prostituirati. Obilazio je lokalne plesne dvorane u bilizni doma, gdje je vidio sve vrste plesa od razuzdanog plesa do kvadrile (negl. "quadrille"). Za dodatni novac teglio je ugljen u Storyville, poznatu četvrt crvenih svjetiljki, gdje je slušao glazbene sastave u bordelima i plesnim dvoranama, posebice "Pete Lala's" gdje je nastupao Joe "King" Oliver, a ostali poznati glazbenici su povremeno gostovali.
Nakon što je odustao od škole u dobi od jedanaest godina, Armstrong se pridružio kvartetu dječaka koji su pjevali na ulici za novac. Ali počeo je upadati u nevolje.
Svirač korneta Bunk Johnson kaže da je naučio Armstronga (tada 11) svirati honkey tonk po uhu u Dago Tony's u New Orleansu. iako je nekoliko godina kasnije Armstrong zahvalio za to Oliveru.
Armstrong je rijetko gledao na mladost kao najteža vremena već je često crpio inspiraciju iz toga vremena "Svaki puta kada zatvorim oči dok sviram moju trubu - pogledam u srce dobrog starog New Orleansa... dao mi je nešto za živjeti". (engl. “Every time I close my eyes blowing that trumpet of mine—I look right in the heart of good old New Orleans... It has given me something to live for.)”
Radio je i za litvansko-židovsku imigrantsku obitelj Karnofskys, koja je imala odlagalište otpada i davala mu povremeno poslove. Prihvatili su ga i odnosili se prema njemu kao prema dijelu obitelji, znajući da je odrasto bez oca.
Kasnije je u napisao sjećanja o odnosu s Karnofskys u djelu "Louis Armstrong + the Jewish Family in New Orleans, La., the Year of 1907." Opisuje svoje otkriće kako je ta obitelj zbog svojeg židovskog porijekla često bila diskriminirana od ostalih bijelaca.
Armstrong je nosio privjesak Davidove zvijezde do kraja života i pisao što je naučio njih: "kako živjeti stvaran život i odlučnost" (engl. "how to live—real life and determination.")
Utjecaj obitelji Karnofsky se u New Orleans osjeća kroz Karnofsky Projekt, neprofitabilna organizacije posvećena prihvaćanju doniranih glazbenih instrumenata i davanja ih djeci koja nemaja priliku svirati.
Armstrong je ozbiljno razvio sviranje korneta u glazbenom sastavu "New Orleans Home for Colored Waifs" (Dom za tamnopute beskućnike), gdje je boravio u više navrata zbog delikvencije, najduže nakon što je pucao u zrak iz poočeva pištolja na novogodišnjem slavlju, prema policijskom zapisu. Profesor Peter Davis, koji je često navračao u dom na zahtjev upraviteljakapetana Josepha Jonesa u mladom Amstrongu uveo je disciplinu i glazbenu naobrazbu.
Nakon nekog vremena, Davis je Armstronga postavio vođom glazbenog sastava. Glazbeni sasatav Doma nastupao je u okolici New Orleansa i trinaestogodišnji Louis počeo je privlačiti pažnju sviranjem korneta, čime je započela njegova glazbena karijera. U dobi od četrnaest godina pušten je iz Doma, te nastavio živjeti s ocem i novom pomajkom, a ujedno i ponovno na ulici, pred kušnjama.
Armstrong je prvi posao dobio u plesnoj dvorani "Henry Ponce’s" gdje je Black Benny postao njegov zaštitnik i vodič. Danu je teglio ugljen, a noću je svira kornet.
Nastupao je u gradskim čestim paradama limene glazbe gdje je slušao starije glazbenik kada god je imao priliku. Tako je učio od Bunka Johnsona, Buddy Petita, Kida Ory i ponajviše od svih, Joe "King" Olivera, koji mu je bio mentor.
Kasnije je nastupao u sastavima limene glazbe, te riječnim brodovima na New Orleansu, a počeo je putovati s tada poznatim gl. sastavom "Fate Marable" koji je nastupao po parobrodovima na rijeci Mississippi. Vrijeme provedeno sa sastavom nazivao je pohađanjem sveučilišta, jer je stekao veliko iskustvo u radu s pisanim aranžmanima. Godine 1919. Joe Oliver zaputio se na sjever i napustio mjesto u gl. sastavu Kid Orya, te ga je zamijenio Armstrong. Postao je i druga truba za društevni sastav limene glazbe "Tuxedo Brass Band".

### Karijera
Louis je 19. ožujka 1918. oženio Daisy Parker iz gradića Gretna, Louisiana. Posvojili su trogodišnjeg dječaka Clarencea Armstronga, čija je majka bila Louisova rođakinja Flora, a koja je preminula ubrzo nakon poroda. Clarence Armstrong je bio mentalno retardiran, kao rezultat ozljede glave i Louis je proveo ostatak života brinući se za njega. Louisov brak s Parker brzo se je raspao. Ubrzo nakon razvoda ona je preminula.
Kroz nastupe na riječnim brodovima Armstrongov glazbeno znanje se je proširilo. U dobi od dvadeset godina, naučio je čitati glazbu i počeo je nastupati sa solo dionicama na trubi. Bio je jedan od prvih jazz glazbenika koji tako nastupao, te je s vremenom pridodavao vlastitu osobnost i stil u solo dionice. Naučio je stvarati vlastiti zvuk te počeo koristiti pjevanje i lupkanje u svojim nastupima.
Godine 1922. Armstrong se priključio egzodusu u Chicago, gdje ga je pozvao mentor Joe "King" Oliver, da se pridruži sastavu "Creole Jazz Band" i gdje je mogao dovoljno zarađivati da ostavi dnevni posao. Bilo je to vrijeme napretka u Chicagu, te iako su rasni odnosi bili loši, "Vjetroviti grad" je bio puno poslova za tamnopute ljude, koji su dovoljno zarađivali u tvornicima i imali dovoljno da troše na zabavu.
Oliverov sastav je bio najbolji i najutjecajniji glazbeni sastav u Chicagu ranim 1920-im, i u to vrijeme Chicago je bio središte jazz svemira. Armstrong je u Chicagu živio kao kralj u vlastitom stanu s privatnom kuponicom (prvi puta u svojem životu). Iako uzbuđen zbog toga što se nalazi u Chicagu, započeo je pisati nostalgična pisma prijateljima u New Orleansu, što se nastavilo do kraja karijere. Kako je Armstrongova reputacija rasla, često su ga izazivali na sviračke obračune.
Armstrong je snimio prve snimke za izdavačke kuće "Gennett Records" i "Okeh Records" 1923., dok je svirao drugi kornet u Oliverovu sastavu. U to vrijeme je upoznao Hoagya Carmichaela (s kojime će kasnije surađivati), preko prijatelja Bixa Beiderbeckea, koji je imao svoj gl. sastav.
Lil i njen suprug svirali su i klasičnu glazbu na crkvenim koncertima kako bi proširili njegovu vještinu i unaprijedili svoje solo nastupe. Poticala ga je da se modernije oblači kako bi izgledao bolje i kako bi prikrila njegov rastući obujam.
Armstrong je uživio u suradnji s Oliverom, ali je Louisova druga supruga, pijanistica Lil Hardin Armstrong, tjerala ga da potraži bolju zaradu, te da razvije noviji stil podalje od Oliverova utjecaja. Armstrong je poslušao njen savjet, te je napustio sastav 1924. Ubrzo nakon toga, Armstronga je dobio poziv da ode u New York City i svira u gl. sastavu "Fletcher Henderson Orchestra", vodećem afroameričkom gl. sastavu toga vremena. 
Armstrong je prešao na trubu kako bi se bolje uklopio s ostalim glazbenicama svoje sekcije. 
Armstrong se brzo prilagodio Hendersonov stilu, svirajući trubu i eksperimentirajući s trombonom. Ostali članovi sastava brzo su prihvatili Armstrongov emotivni, izražajni puls.
Ubrzo su njegovi nastupi počeli sadržavati pjevanje i pričanje priča o likovima iz New Orleansa.
Hendersonov orkestar nastupao je u najboljim mjestima isključivo za bijelce, kao što je npr. poznati "Roseland Ballroom", gdje je aranžmane radio Don Redman. Duke Ellingtonov orkestar je išao u Roseland kako bi vidjeli Armstrongove nastupe, a mladi svirači su uzaludno pokušavali svirati bolje od njega.
U to vrijeme, Amstrong je snimio brojne snimke koje je aranžirao stari prijatelj iz New Orlaansa, pijanist Clarence Williams; bile su to snimke s malim jazz gl. sastavom "Williams Blue Five" i serija s blues pjevačicama kao što su Bessie Smith, Ma Rainey i Alberta Hunter.
Nakon sviranja po New Yorku, Armstrong se vratio u Chicago 1925., uglavnom na nagovaranje supruge, koja je htjela povećati prihode i Amstrongovu karijeru. On je New Yorku bio zadovoljan, ali je kasnije priznao da je bila u pravu, te da je Hendersonov orkestar ograničavao njegov umjetnički rad. U javnosti ga je često nazivala "Najbolji svirač trube na svijesti", na njegovo razočaranje. Na početku je bio član gl. sastava  "Lil Hardin Armstrong Band" i radi je za suprugu.
Pod vlastitim imenom počeo je snimati za tvrtku "Okeh" sa svojim poznatim gl. sastavima 
"Louis Armstrong and his Hot Five" i "Louis Armstrong and his Hot Seven". Tada su nastali hitovi poput "Potato Head Blues", "Muggles" i "West End Blues". Glazba pjesme "West End Blues" postala je standard i agenda za jazz u sljedećim godinama.
Grupu su činili Kid Ory (trombon), Johnny Dodds (klarinet), Johnny St. Cyr (bendžo), supruga Lil na klaviru i obično bez bubnjara.
Armstrongov način vođenja sastava bio je vrlo jednostavan, tako je St. Cyr zapisao: "Radeći s njime čovjek se je osjećao tako opuštenim, a on je bio vrlo širokouman... uvijek se trudio da svakoga istakne pojedinačno." (engl. "One felt so relaxed working with him, and he was very broad-minded. .. always did his best to feature each individual.") 
Njegove snimke s pijanistem Earlom "Fatha" Hinesom (najpoznatija njihov duet iz 1928. "Weatherbird") i Armstrongov uvod trubom u "West End Blues" ostali su jedni od najpoznatijih i najutjecajnijih jazz improvizacija u povijesti. 
Armstrong je sada bio slobodan da razvije svoj vlastiti stil kako je želio, koji je uključivo velike doze živahnog jive-a kao što su "whip that thing, Miss Lil" i "Mr. Johnny Dodds, Aw, do that clarinet, boy!"
Armstrong je nastupio i u kvintetu "Erskine Tate’s Little Symphony", koja je uglavnom nastupala u kazalištu "Vendome Theatre". Svirali su glazbu za nijeme filmove i nastupe uživo, iključujući i jazz verzije klasične glazbe poput "Madame Butterfly", što je Armstrongu dalo iskustvo s duži oblicima glazbe i vođenju pred velikom publikom. Počeo je sa scat-pjevanjem (improvizirani vokalni jazz koristeći riječi bez smisla) i prvi je koji je snimio scat 1926. na pjesmi "Heebie Jeebies". 
Snimka je bila toliko popularna da su postali najpoznatiji jazz glazbeni sastav u SAD-u, iako sastav nije mnogo nastupao uživo. Mladi glazbenici, bez obzira na boju kože okrenuli su se novom Armstrongovu tipu jazza.
Nakon razdvajanja od Lil, Armstrong je počeo nastupati u "Sunset Caféu" za Al Caponeova suradnika Joe Glasera u gl. sastavu "Carroll Dickerson Orchestra", s pijanistom Earl Hinesom. Sastav je ubrzo preimenovan u "Louis Armstrong and his Stompers", iako je Hines bio glazbeni direktor i Glaser je menadžer orkestra. Hines i Armstrong su brzo postali prijatelji kao i uspješni suradnici.
Armstrong se vratio u New York 1929., gdje je svirao u orkestru za uspješan mjuzikal "Hot Chocolate", kojeg su napisali Andy Razaf i kompozitor/pijanist Fats Waller. Pojavljivao se i kao vokalist, glumeći samoga sebe, te redovito "krao show" sa svojom izvedbom pjesme "Ain't Misbehavin'", koja je njegova najbolje prodavana snimka do danas.
Armstrong je počeo nastupati u noćnom klubu "Connie's Inn" u Harlemu, glavnom rivalu kluba "Cotton Club", mjestu za temeljito pripremljene nastupe i paravan za gangstera Dutcha Schultza. 
Armstrong je imao dosta uspjeha s vokalnim snimkama, posebno njegova verzija poznate pjesme koju je napisao njegov prijatelj Hoagy Carmichael. Njegove snimke iz 1930-ih iskoristili su novi tip RCA mikrofona, predstavljenog 1931., koji je vokalima davao posebnu toplinu i ubrzo postao intrizični dio "crooning" zvuka umjetnika poput Binga Crosbya. Armstrongova interpretacije Hoagy Carmichaelove pjesme "Stardust" postala je najuspješnije verzija pjesme, koja je demonstrirala Armstrongov unikantni glas i stil, te inovativni način izvedbe pjesama koje su već postale standardne. Armstrongov radikalna prerada Sidney Arodinove i Carmichaelove pjesme "Lazy River" (snimljene 1931.) obuhvatila je mnoge inovativne značajke njegova pristupa melodiji i fraziranju. Pjesma započinje kratkom solo dionicom trube, tada glavna melodija započinje jecajućom rogovima, memorabilno isprekidana Armstrongovima mumljajućim ubacivanjima na kraju svakog takta: "Yeah! ..."Uh-huh" ..."Sure" ... "Way down, way down." U prvom stihu, ignorira zapisano melodiju u potpunost i pjeva kao da svira solo trubu, naglašavajući veći dio prve linije na svakoj noti i koristi snažno sinkopirajuće fraziranje. U drugoj stanzi (kitici) prelazi u gotov u potpunosti improviziranu melodiju, koja kasnije evoluira u klasični odlomak Armstrongova scat pjevanja.
Kao i kod sviranja trube, Armstrongove vokalne inovacije poslužile su kao temelj umjetnosti jazz vokalne inerpretacije. Unikatno hrapav kolorit njegova glasa postao je muzički arhetip koji je beskonačno imitiran i oponašan. Njegovo scat pjevanje obogaćeno je neusporedivim iskustovom solo trubača. Njegov rezonantni, baršunasti dublji ton i prskutava modulacija glasa na pjesmama kao što je "Lazy River" imala je veliki utjecaj na mlade bijele pjevače poput Binga Crosbya.
Velika depresija u ranim 1930-im odrazila se jako na jazz sceni. Klub "Cotton Club" zatvoren je 1936. i mnogi glazbenici su nakon toga prestali u potpunosti svirati. Bix Beiderbecke je umro, gl. sastav Fletchera Hendersona se raspao. King Oliver je snimio nekoliko ploča iako se mučio. Sidney Bechet postao je krojač, a Kid Ory vratio se u New Orleans gdje je uzgajao piliće.
Armstrong se preselio u Los Angeles 1930. tražeći nove prilike. Nastupao je u klubu "New Cotton Club" u Los Angelesu s Lionelom Hamptonom na bubnjevima. Sastav je privlačio ljude iz Hollywooda, koju su još uvijek si mogli priuštiti raskošni noćni život, dok su radijska javljanja povezivala ga s mlađom publikom. Bing Crosby i mnoge zvijezde bili su redoviti gosti kluba. Godine 1931. Armstrong se pojavio po prvi puta u flimu "Ex-Flame". Armstrong je osuđen za posjedovanje marihuane, ali mu je kazna umanjena.
Vratio se u Chicago kasnije 1931. Vratio se i u New Orleans, gdje je dočekan poput junaka. Sponzorirao je likalnu baseball momčad “Armstrong’s Secret Nine”, te je po njemu nazvana cigara. Ubrzo je krenuo na turneju diljem zemlja, ali kako bi pobjegao od utjecaja organiziranog kriminala, odlučio je pobjeći u Europu. Nakon povratka u SAD, zaputio se na nekoliko iscrpljujućih turneja. Njegove agent Johnny Collins svojim ponašanjem i potrošnjom ostavio je vrlo malo zarađenog novca Armstrongu. Odlučio se da mu novi menadžer bude Joe Glaser, koji je svojim poznanstvima i vezama s mafijom, počeo riješavati Armstronogve nagomilane prave probleme i dugove.
Armstrong je zbog načina sviranja, počeo imati problema s prstima i usnicama, te se je zbog toga više bavio vokalnim nastupima i prvi puta nastupio u kazalištu.
Ponovno je nastupao u filmovima, od kojih je jedan bio Crosbijev hit iz 1936. "Pennies from Heaven".
Godine 1937., Armstrong je nastupio kao zamjena Rudy Vallee na mreži CBS i postao prvi afroamerički voditelj na sponzoriranoj nacionalnoj emisiji. Razveo se od Lil 1938. i oženio dugogodišnju djevojku Alpha.
Nakon nekoliko godina na turneji, Armstrong se trajno nastanio u Queensu u New Yorku 1943. s četvrtom suprugom Lucille. Iako često predmetom hirova izdavača "Tin Pan Alley" i glazbenog posla kojim su dominirali gangsteri, kao i rasnim predrasudama, nastavio je razvijati svoju glazbu. Snimio je pjesmu Hoagya Carmichaela "Rockin' Chair" za "Okeh Records". 
Tijekom sljedećih tridesetak godina, Armstrong je svirao na više od tristotinjak nastupa godišnje. Potražnja za "big bandovima" tijekom 1940-ih je opadala zbog promjena ukusa publike; plesne dvorane su se zatvarale, a televizija je donosila konkurenciju ostalih vrsta glazbe koje su postajale sve popularnijima. U novim uvjetima postalo je financijski nemogućim uzdržavati šesnaesteročlani glazbeni sastav.

### The All Stars
Nakon vrlo uspješnog koncerta malog jazz glazbenog sustava u gradskoj vjećnici New York 17. svibnja 1947. u kojem je nastupio Armstrong s trombonistom/pjevačem Jackom Teagardenom, Armstrongov meadžer Joe Glaser raspustio je Amstrongova big sastav 13. kolovoza 1947. i oformio mali šesteročlani glazbeni sastav u koji su sačinjavali Armstrong, Teagarden, Earl Hines i ostali vodeći glazbenici, od kojih su većina bili bivši vođe big bandova. Prvi nastup novog gl. sastava bio je u klubu "Billy Berg's Supper Club".
Naziv gl. sastava je bio "Louis Armstrong and his All Stars" a povremeno su ga sačinjavali Earl "Fatha" Hines, Barney Bigard, Edmond Hall, Jack Teagarden, Trummy Young, Arvell Shaw, Billy Kyle, Marty Napoleon, Big Sid Catlett, Cozy Cole, Tyree Glenn, Barrett Deems, Joe Darensbourg i Danny Barcelona.
Tijekom tog vremena Armstrong nastupio je u preko trideset filmova i snimio brojne snimke. Bio je prvi jazz glazbenik koji se pojavio na naslovnici časopisa "Time Magazine" u 21. veljače 1949.
Godine 1964.  snimio je svoju najprodavaniju ploču "Hello, Dolly!".
Pjesma je postala broj jedan na gl. ljestvicama pop glazbe, čime je Armstrong (u dobi od 63) postao najstarija osoba koje je to ostvarila.
Na putu je oborio "The Beatlese" s prvog mjesta gdje su se nalazili 14 tjedana zaredom s tri različite pjesme.
Armstrong je učestalo nastupao na turneji sve do nekoliko godina pred smrt 1971.
Nastupao je uspješno po Africi, Europi i Aziji pod pokroviteljstvom ministarstva vajnskih poslova SAD-a (US State Department), te je tako zaradio nadimak "ambasador Satch." 
Iako je njegovo narušeno zdravlje ograničavalo mu broj nastup u posljednjim godimana života, nastupao je sve do svoje smrti kada god je mogao.

### Smrt
Armstrong je preminuo od srčanog udara u snu 6. srpnja 1971., mjesec dana prije 70-tog rođendana, i 11 mjeseci nakon poznatog nastupa u hotelu "Waldorf-Astoria".
U vrijeme smrti živio je u četvrti Corona, dijelu Queensa, u New Yorku.
Pokopan je na groblju "Flushing Cemetery", u Queensu, New York. Počasni nosači lijesa su mu bili Bing Crosby, Ella Fitzgerald, Dizzy Gillespie, Pearl Bailey, Count Basie, Harry James, Frank Sinatra, Ed Sullivan, kolumnist Earl Wilson, komičar Alan King, Johnny Carson i David Frost.
Na pogrebu je Peggy Lee otpjevala molitvu "Oče naš", dok je Al Hibbler izveo pjesmu "Nobody Knows the Trouble I've Seen", a dugogodišnji prijatelj Fred Robbins, držao je govor na pogrebu.

## Filmovi i TV
Armstrong se pojavio u više od dvanaest hollywoodskih filmova, gdje je obično glumio vođe glazbenih sastava ili glazbenike. Njegova najpoznatija uloga je vođe gl. sastava i naratora u glazbenom filmu iz 1956. "High Society" gdje je otpjevao naslovnu pjesmu i duet s Bingom Crosbyem "Now You Has Jazz". Godine 1947. glumio je samoga sebe u filmu "New Orleans" uz Billie Holiday, koji govori o propadanju četvrti Storyville i egzodusu glazbenika iz New Orleansa u Chicago. U filmu "The Five Pennies" iz 1959. (priča o sviraču korneta Redu Nicholsu), Armstrong je glumio samog sebe, gdje je otpjevao i odsvirao nekoliko klasičnih gl. djela. Armstrong je glumio uz Jamesa Stewarta u filmu "The Glenn Miller Story" u kojemu Glenn (kojega glumi Stewart) svira s Armstrongom i nekim drugim istaknutim glazbenicima toga vremena. Godine 1969. Armstrong je imao cameo ulogu u filmskoj verziji "Hello, Dolly!" kao vođa gl. sastava, Louis, gdje je otpjevao naslovnu pjesmu s glumicom Barbrom Streisand.

## Osobni život

### Nadimak
Nadimci Satchmo i Satch skraćeno je od Satchelmouth. Poput mnogih stvari u Armstrongovu životu, koji je prepun slikovitih priča bilo istinitih ili izmišljenih, od kojih je mnoge on ispričao, nadimak ima nekoliko mogućih porijekla.
Najčešća priča koju pričaju brojni biografi je o vremenu kada je kao mladić plesao na ulicama New Orleansa za sitniš. Dok je plesao podigao bi novac s ulice i stavio ga u usta kako mu ga snažniji dječaci ne bi ukrali. Netko mu je dao ime "satchel mouth" jer su mu usta služila kao "satchel", što je engleska riječ za torbu. Druga priča govori da je zbog velikih usta dobio naziv "satchel mouth" što je kasnije postalo skraćeno Satchmo.
Na početku su ga nazivali i Dipper, skraćeno od Dippermouth, referenca na skladbu "Dippermouth Blues". i na njegov neobičan položaj usana prilikom sviranja (engl. "embouchure").
Nadimak Pops dolazi od toga što je često zaboravljao imena drugih ljudi, te im se obraćao s "pops". Nadimak se ubrzo počeo odnositi na Armstronga. Pisac Terry Teachout, koristio je ovaj nadimak kao naslov biografije iz 2010.

### Religija
Kada su ga pitali o vjeri, Armstrong bi odgovarao da je odgajan kao baptist, da je uvijek nosio Davidovu zvijezdu, i da je prijatelj s Papom. Armstrong je nosio Davidovu zvijezdu u čast obitelji Karnofsky, koja ga je prihvatila dok je bio dijete i posudila mu novac da kupi prvi kornet. Louis Armstrong je kršten kao katolik u crkvi "Sacred Heart of Jesus Church" u New Orleansu, i upoznao je pape Pio XII. i Pio VI., iako nema dokaza da bi se smatrao katolikom. Čini se da je Armstrong bio tolerantan prema različitim religijama, ali je nalazio u humor u njima.

## Nagrade i počasti
Armstrongu je postumno dodijeljena nagrada "Grammy Lifetime Achievement Award" 1972. 
Godine 1965. dobio je Grammy u kategoriji za pop glazbu, najbolja muška izvedba za pjesmu "Hello, Dolly!". Armstrongove ploče su dobile nagradu "Grammy Hall of Fame Award", što je posebna kategorije nagrade Grammy, koja se počela dodjeljivati 1973. u čast ploča koje su barem stare dvadeset pet godina, te imaju povijesni ili kvalitativni značaj
| Grammy Hall of Fame |                                                              |                  |          |                  |                                            |
| Godina snimanja     | Naslov                                                       | Žanr             | Izdavač  | Godina uvrštenja | Napomena                                   |
| 1929.               | "St. Louis Blues"                                            | Jazz (Single)    | OKeh     | 2008.            | s Bessie Smith                             |
| 1928.               | "Weather Bird"                                               | Jazz (Single)    | OKeh     | 2008.            | s Earlom Hinesom                           |
| 1930.               | "Standing on the Corner (Blue Yodel No. 9)"                  | Country (Single) | Victor   | 2007.            | Jimmie Rodgers (feat. Louis Armstrong)     |
| 1932.               | "All of Me"                                                  | Jazz (Single)    | Columbia | 2005.            |                                            |
| 1958.               | "Porgy and Bess (Ella Fitzgerald and Louis Armstrong album)" | Jazz (Album)     | Verve.   | 2001.            | s Ellom Fitzgerald                         |
| 1964.               | "Hello Dolly!"                                               | Pop (Single)     | Kapp     | 2001.            |                                            |
| 1926.               | "Heebie Jeebies"                                             | Jazz (Single)    | OKeh     | 1999.            |                                            |
| 1967.               | "What a Wonderful World"                                     | Jazz (Single)    | ABC      | 1999.            |                                            |
| 1955.               | "Mack the Knife"                                             | Jazz (Single)    | Columbia | 1997.            |                                            |
| 1925.               | "St. Louis Blues"                                            | Jazz (Single)    | Columbia | 1993.            | Bessie Smith s Louisom Armstrongom, kornet |
| 1928.               | "West End Blues"                                             | Jazz (Single)    | OKeh     | 1974.            |                                            |

Institucija "Rock and Roll Hall of Fame" uvrstilo je Armstrongovu pjesmu "West End Blues" na popis 500 pjesama koje su oblikovale Rock and Roll.
Godine 1995., pošta SAD-a izdala je komemorativnu poštansku marku s Louisom Armstrongom od 32 američka centa.
Na stogodišnjicu Armstrongova rođenja 4. kolovoza 2001. zračna luka u New Orleansu, nazvana je njemu u čast "Louis Armstrong International Airport".
Kuća u kojoj je Louis Armstrong živio otprilike 28 godina proglašena je nacionalnom povjesnom znamenitosti (engl. "National Historic Landmark") 1977. i danas je muzej.
Muzej "Kuća Louisa Armstronga" nalazi se u dijelu Queensu koji se naziv Corona, adresa 34-56 107. ulica (između 34. i 37. avenije.) U muzeju se nalaze koncerti i edukacijski programi, te brojne zapisi, knjige, snimke dostupni javnosti za istraživanje. Muzejem upravlja sveučilište "City University of New York's Queens College", prema oporuci Lucille Armstrong. Muzej je otvoren javnosti 15. listopada 2003.